# Едмунд Піщ
Едмунд Міхал Піщ (пол. Edmund Michał Piszcz; 17 листопада 1929, м. Бидгощ, Польща — 22 березня 2022) — польський римо-католицький діяч, доктор теологічних наук, допоміжний єпископ діцезії Хелмінської в 1982—1985 роках, апостолський адміністратор sede plena вармінської діцезії у 1985—1988 роках, дієцезальний єпископ вармінський в 1988—2006 роках (з 1992 року архієпископ митрополит вармінський), з 2006 року архієпископ-емерит архідіцезії вармінської.
Заслужена людина для української греко-католицької церкви в Польщі. За його допомоги низку храмів, які були не потрібні римським католиками чи які вже по факту використовували греко-католики, в Ельблонгу та його околицях було передано українським громадам. Загалом було передано близько 12 храмів, які римським католикам не були критичні. Так в районі 1981 року (в цей рік було виконано розписи) було дозволено служити в каплиці (колишній цвинтарній) на вул. Трагутта (ul. R. Traugutta), 15. В 1984 році греко-католики отримали цю каплицю у власність. Вона стала старою церквою Різдва св. Іоанна Предтечі, якою ельблонзькі українці користувалися до Різдва 2021 року.